# The Battle of Evermore
"The Battle of Evermore" is een (folk) nummer van de Britse rockband Led Zeppelin. Het is het derde nummer van hun vierde album Led Zeppelin IV (1971). Het nummer wordt gezongen door Robert Plant en Sandy Denny.

## Geschiedenis
Het werd geschreven door Jimmy Page op Headley Grange terwijl hij op de mandoline van John Paul Jones experimenteerde. Hoewel Page nog nooit een mandoline bespeeld had schreef hij, samen met Robert Plant, het nummer ter plaatse in de studio.

## In de ban van de ring
De tekst van “The Battle of Evermore” refereert op veel punten aan het boek In de ban van de ring van schrijver J.R.R. Tolkien. Robert Plant wilde een ander soort stem in het nummer brengen om “het verhaal” te vertellen. Daarom werd voor de opname van het nummer folkzangeres Sandy Denny gevraagd. Denny was een voormalig lid van de Britse folkband Fairport Convention.
Zo werd het nummer een duet met Plant als “verhalenverteller” en Denny als “stadsomroeper”.
Als dank voor haar inbreng, kreeg Denny op de platenhoes van Led Zeppelin IV het symbool van de drie driehoeken die samenkomen in een punt. (De vier bandleden kozen zelf hun eigen symbool).
“The Battle of Evermore” is het enige nummer van Led Zeppelin ooit dat is opgenomen met een gastzanger(es).
In 1995 zei Plant dat hij de samenwerking met Sandy Denny geweldig vond. Ze waren goede vrienden ten tijde dat Denny bij Fairport Convention zong. Ze stonden in 1970 (27-29 juni) samen op het programma van het “Bath Festival of Blues and Progressive Music” (Royal Bath and West Showground in Shepton Mallet, Somerset, Engeland). “Het was min of meer vanzelfsprekend om haar te vragen als gastzangeres”, aldus Plant.

## Live uitvoeringen
“The Battle of Evermore” werd pas in 1977 live uitgevoerd tijdens de Amerikaanse tournee. Bassist John Paul Jones nam dan de zangpartij (soms samen met John Bonham) van Sandy Denny voor zijn rekening en speelde akoestische gitaar, Jimmy Page de mandoline.
Page and Plant namen het nummer ook op in 1994. In hetzelfde jaar verscheen het op hun livealbum “No Quarter: Jimmy Page and Robert Plant Unledded”. Zangeres Najma Akhtar zong Denny’s vocale deel.
Fairport Convention speelde het nummer live op 9 augustus 2008 tijdens het jaarlijkse folk-en rockfestival “Fairport's Cropredy Convention” (Cropredy in Oxfordshire, Engeland). Robert Plant en Kristina Donahue traden op als gastvocalisten. (Kristina is de dochter van oud-Fairport Convention gitarist Jerry Donahue).
Robert Plant heeft het nummer ook samen met Alison Krauss live uitgevoerd, tijdens hun tournee in 2008 door USA en Europa, ter promotie van hun album Raising Sand (2007).

## Instrumentale versie
Op de in 2014 verschenen geremasterde uitgave van Led Zeppelin IV, staat op de tweede cd een instrumentale versie van het nummer. "The Battle Of Evermore (Mandolin/Guitar Mix From Headley Grange)". Deze versie duurt 4:13 terwijl het origineel 5:51 duurt.

## Bezetting

### Studio versie
- Robert Plant - leadzang
- Jimmy Page - mandoline
- John Paul Jones - akoestische gitaar
- John Bonham - percussie
- Sandy Denny - leadzang

### liveversie(s)
- Robert Plant - leadzang
- Jimmy Page - mandoline, achtergrondzang
- John Paul Jones - akoestische gitaar, leadzang
- John Bonham - tamboerijn, leadzang, achtergrondzang

### Page en Plant liveversie
- Robert Plant - leadzang
- Jimmy Page - mandoline, akoestische gitaar
- Najma Akhtar - leadzang
- Porl Thompson - akoestische gitaar
- Michael Lee - percussie
- Nigel Eaton - draailier
- Jim Sutherland - bodhrán (ierse lijsttrommel)

## Cover-versies
The Battle of Evermore is door diverse artiesten gecoverd. De bekendste zijn:

| Artiest                     | Album                                            | Jaar |
| --------------------------- | ------------------------------------------------ | ---- |
| Page and Plant              | No Quarter: Jimmy Page and Robert Plant Unledded | 1994 |
| Michael White & The White   | Plays the Music of Led Zeppelin                  | 1995 |
| Jimmy Page feat. Kyle & Vee | Before the Balloon Went Up                       | 1998 |
| Heart                       | Alive in Seattle                                 | 2003 |
| Led Zepagain                | A Tribute to Led Zeppelin                        | 2005 |